# 3422 Reid
3422 Reid è un asteroide della fascia principale. Scoperto nel 1978, presenta un'orbita caratterizzata da un semiasse maggiore pari a 2,6910267 UA e da un'eccentricità di 0,1513638, inclinata di 13,94137° rispetto all'eclittica.